# Statte (Italie)
Pour les articles homonymes, voir Statte (homonymie).
Statte est une commune italienne de la province de Tarente, dans la région Pouilles.

## Administration
| Période                                  | Période | Identité | Étiquette | Qualité |
| ---------------------------------------- | ------- | -------- | --------- | ------- |
|                                          |         |          |           |         |
| Les données manquantes sont à compléter. |         |          |           |         |

### Hameaux
{...}

### Communes limitrophes
Crispiano, Massafra, Montemesola, Tarente.